# Деркоња (Ђенова)
Деркоња је насеље у Италији у округу Ђенова, региону Лигурија.
Према процени из 2011. у насељу је живело 107 становника. Насеље се налази на надморској висини од 379 м.